# 年料給分
年料給分（ねんりょうきゅうぶん）とは、平安時代における封禄制度のひとつ。略して年給という。年官と年爵からなり、毎年の除目において、院宮や有力寺社に給与された叙位や特定の官職を申任(推薦)する権利を与えることをいう。
給主たる院宮・寺社は毎年、叙位或いは特定の官職への任官希望者を公募し、応募者に叙爵料・任料を納める代償として希望する官位を与えることができた。また、給主が自己の親族や家司などの側近に対する報酬に代わる経済的恩恵として与える場合もあり、その場合には叙爵料・任料などの見返りは伴わなかった。
朝廷、内裏、太上天皇、皇后、皇太后、太皇太后、女院、皇太子、親王、公卿および女官の収入を図り、中央地方の官を任じ、従五位に叙し、官位にともなう収入を所得とさせる。
年官、年爵に充てる者は実在する必要は無く、姓名を仮託して、吉野花盛、池辺清風などと称した例がある。
また実在しても、実務に就くことなく、ただたんに官位にそなわるだけでよい場合もある。
延暦、仁寿年間、親王の優遇のために設けられたといい、年経るにつれて授給の範囲は拡張され、鎌倉時代に成り、春の除目は地方官を、秋は京官を任じ、臨時に臨時給もおこなわれた。
地方官は、原則として掾以下をかぎって年給にあてられたが、臨時給は、権守、介も任ぜられた。
これによって官制全体に混乱が生じて、弊害がとくに地方においてはなはだしかった。
たとえば、治暦4年、近江には掾が14人いて、安元2年、肥前には介が13人いた。